# Primera División de Montenegro 2018-19
La Primera División de Montenegro 2018-19 fue la edición número 13 de la Primera División de Montenegro. La temporada comenzó el 3 de agosto de 2018 y terminó el 25 de mayo de 2019. Sutjeska obtuvo su cuarto título de liga

## Sistema de competición
Los 10 equipos participantes jugaron entre sí todos contra todos cuatro veces totalizando 36 partidos cada uno, al término de la jornada 36 el primer clasificado obtuvo un cupo para la Primera ronda de la Liga de Campeones 2019-20, mientras que el segundo y tercer clasificado obtuvieron un cupo para la Primera ronda de la Liga Europa 2019-20; por otro lado el último clasificado descendió a la Segunda División de Montenegro 2019-20 y los dos penúltimos jugaron los Play-offs de relegación contra el segundo y tercero de la Segunda División de Montenegro 2018-19 para determinar su participación en la Primera División de Montenegro 2019-20.
Un tercer cupo para la Primera ronda de la Liga Europa 2019-20 fue asignado al campeón de la Copa de Montenegro.

## Equipos participantes
| Equipo    | Ciudad      | Estadio                 | Capacidad |
| --------- | ----------- | ----------------------- | --------- |
| Budućnost | Podgorica   | Stadion pod Goricom     | 15.230    |
| Grbalj    | Radanovići  | Donja Sutvara           | 1.500     |
| Iskra     | Danilovgrad | Braće Velašević         | 2.000     |
| Lovćen    | Cetiña      | Estadio Obilića Poljana | 5.000     |
| Mornar    | Bar         | Stadion Topolica        | 2.500     |
| Petrovac  | Petrovac    | Stadion pod Malim brdom | 1.630     |
| Rudar     | Pljevlja    | Stadion pod Golubinjom  | 10.000    |
| Sutjeska  | Nikšić      | Stadion kraj Bistrice   | 6.180     |
| Titograd  | Podgorica   | FK Mladost              | 2.000     |
| Zeta      | Golubovci   | Stadion Trešnjica       | 5.000     |

### Ascensos y descensos
| Pos. | Ascendidos de Segunda División 2017-18 |
| ---- | -------------------------------------- |
| 1    | Mornar                                 |
| 3    | Lovćen                                 |

| Pos. | Descendidos de Primera División 2017-18 |
| ---- | --------------------------------------- |
| 8    | Kom                                     |
| 10   | Dečić                                   |

## Tabla de posiciones
| Pos. | Equipo       | Pts. | PJ | G  | E  | P  | GF | GC | Dif. | Clasificación 2019–20                  |
| ---- | ------------ | ---- | -- | -- | -- | -- | -- | -- | ---- | -------------------------------------- |
| 1    | Sutjeska (C) | 74   | 36 | 21 | 11 | 4  | 58 | 21 | +37  | Primera ronda de la Liga de Campeones  |
| 2    | Budućnost    | 65   | 36 | 17 | 14 | 5  | 56 | 25 | +31  | Primera ronda de la Liga Europa        |
| 3    | Zeta         | 61   | 36 | 16 | 13 | 7  | 36 | 21 | +15  | Primera ronda de la Liga Europa        |
| 4    | Titograd     | 57   | 36 | 16 | 9  | 11 | 47 | 41 | +6   | Primera ronda de la Liga Europa        |
| 5    | Iskra        | 50   | 36 | 13 | 11 | 12 | 46 | 39 | +7   |                                        |
| 6    | Grbalj       | 48   | 36 | 11 | 15 | 10 | 45 | 36 | +9   |                                        |
| 7    | Petrovac     | 47   | 36 | 13 | 8  | 15 | 40 | 45 | −5   |                                        |
| 8    | Rudar (O)    | 41   | 36 | 8  | 17 | 11 | 35 | 44 | −9   | Promoción por la permanencia           |
| 9    | Lovćen       | 26   | 36 | 5  | 11 | 20 | 29 | 65 | −36  | Promoción por la permanencia           |
| 10   | Mornar       | 12   | 36 | 1  | 9  | 26 | 17 | 72 | −55  | Descenso a la Segunda División 2019-20 |

Actualizado a los partidos jugados el 25 de mayo de 2019.
 Fuente: Soccerway

## Tabla de resultados cruzados
| Local \ Visitante | BUD | GRB | ISK | LOV | MOR | TIT | PET | RUD | SUT | ZET |
| ----------------- | --- | --- | --- | --- | --- | --- | --- | --- | --- | --- |
| Budućnost         | —   | 1–1 | 1–0 | 0–0 | 3–0 | 2–1 | 1–1 | 0–0 | 1–1 | 0–2 |
| Grbalj            | 0–1 | —   | 0–0 | 0–1 | 2–0 | 0–1 | 4–0 | 0–1 | 0–1 | 1–1 |
| Iskra             | 0–1 | 0–0 | —   | 1–3 | 2–0 | 0–1 | 0–1 | 1–1 | 0–4 | 1–2 |
| Lovćen            | 0–0 | 0–5 | 0–2 | —   | 0–1 | 2–2 | 1–3 | 1–3 | 1–1 | 0–2 |
| Mornar            | 0–1 | 1–1 | 1–1 | 2–4 | —   | 0–1 | 0–1 | 1–1 | 0–1 | 0–0 |
| Titograd          | 1–0 | 0–2 | 1–1 | 0–0 | 1–0 | —   | 3–0 | 0–0 | 0–0 | 2–1 |
| Petrovac          | 1–1 | 0–1 | 1–2 | 1–0 | 1–0 | 1–2 | —   | 3–1 | 1–0 | 0–1 |
| Rudar             | 2–1 | 0–0 | 0–0 | 0–0 | 1–1 | 3–1 | 0–4 | —   | 1–2 | 0–0 |
| Sutjeska          | 2–1 | 3–0 | 1–2 | 1–1 | 1–1 | 3–0 | 2–1 | 2–0 | —   | 0–1 |
| Zeta              | 0–1 | 0–0 | 1–3 | 3–0 | 2–0 | 1–0 | 0–0 | 0–0 | 0–0 | —   |

| Local \ Visitante | BUD | GRB | ISK | LOV | MOR | TIT | PET | RUD | SUT | ZET |
| ----------------- | --- | --- | --- | --- | --- | --- | --- | --- | --- | --- |
| Budućnost         | —   | 5–3 | 3–1 | 7–0 | 5–0 | 4–0 | 3–0 | 1–0 | 0–2 | 0–0 |
| Grbalj            | 1–0 | —   | 2–1 | 3–2 | 4–0 | 1–0 | 2–0 | 1–1 | 0–0 | 0–0 |
| Iskra             | 0–0 | 1–1 | —   | 2–0 | 1–1 | 2–3 | 2–1 | 5–1 | 1–1 | 0–1 |
| Lovćen            | 1–1 | 1–1 | 1–2 | —   | 1–0 | 1–3 | 1–3 | 0–1 | 1–3 | 1–0 |
| Mornar            | 0–1 | 2–4 | 1–3 | 0–0 | —   | 0–3 | 1–5 | 0–0 | 0–3 | 0–3 |
| Titograd          | 1–2 | 2–2 | 1–2 | 3–2 | 6–1 | —   | 1–1 | 1–0 | 0–1 | 0–2 |
| Petrovac          | 0–0 | 3–3 | 0–4 | 0–0 | 2–1 | 0–1 | —   | 3–2 | 0–1 | 0–2 |
| Rudar             | 2–2 | 3–0 | 1–1 | 2–1 | 3–1 |     | 0–1 | —   | 1–1 | 1–1 |
| Sutjeska          | 2–2 | 2–0 | 2–0 | 4–0 | 2–1 | 1–2 | 2–1 | 4–0 | —   | 1–0 |
| Zeta              | 0–3 | 1–0 | 0–2 | 3–2 | 2–0 | 1–1 | 0–0 | 2–1 | 1–1 | —   |

## Play-offs de relegación
fue jugado entre el octavo y noveno clasificado de la liga contra el subcampeón y tercero de la Segunda División de Montenegro.
| Equipo 1 | Agr. | Equipo 2 | Ida | Vuelta |
| -------- | ---- | -------- | --- | ------ |
| Lovćen   | 0–2  | Kom      | 0–1 | 0–1    |
| Bokelj   | 1–4  | Rudar    | 0–2 | 1–2    |

## Goleadores
| Pos. | Jugador            | Club      | Goles |
| ---- | ------------------ | --------- | ----- |
| 1    | Nikola Krstović    | Zeta      | 17    |
| 2    | Vladan Kordić      | Grbalj    | 12    |
| 2    | Božo Marković      | Sutjeska  | 12    |
| 2    | Darko Nikač        | Iskra     | 12    |
| 2    | Aleksandar Vujačić | Budućnost | 12    |
| 6    | Marko Pavićević    | Titograd  | 11    |
| 7    | Radomir Đalović    | Rudar     | 10    |